# 浜名湖連続殺人事件
浜名湖連続殺人事件（はまなこれんぞくさつじんじけん）は、2016年（平成28年）に静岡県の浜名湖周辺で2人の遺体が発見された事件。
殺人・死体遺棄などの容疑で逮捕・起訴された男Kは公判で黙秘を続け、検察が状況証拠の積み上げからKの犯行と主張するのに対し、弁護側は直接証拠がないことと動機が見当たらないことなどを指摘して無罪を主張したが、 静岡地裁は2018年（平成30年）2月23日に死刑判決を下し、その後控訴・上告したKであったが最高裁判決直前の2021年（令和3年）2月13日に上告を取り下げたため、死刑が確定した。

## 事件の経過
2016年（平成28年）1月25日 - 浜松市北区の宅地建物取引士K（34歳男）、元同僚A（62歳男性）の自宅マンションaのポストから鍵を持ち出し不正に合鍵を作る。
28日 - 23時24分、マンションaの防犯カメラにAが自動車で帰宅する姿が映っていた。これ以降Aが出入りする姿は映っていない。また、Aは2月以降それまで毎日のように通っていたスーパーに姿を現さなくなり、2月3日に予約をしていた歯医者を受診せず、2月16日に畳店従業員がAの部屋に畳を搬入したがAの姿はなかった。
29日 - 午前2時から2時30分ごろにかけて 、マンションaの防犯カメラの映像でKの姿が確認されている。
30日 - 午前3時半ごろ 、Kがマンションaから白いカバーで覆った段ボール様の物を台車で搬出するのが防犯カメラの映像に映っていた（7月14日の家宅捜索でKの実家からAのDNA型と矛盾しないと判断された血痕が付着した台車が発見された）。同日午前10時ごろ 、Kはaの畳の新調を業者に依頼。その際古い畳はKが自分で処分すると申し出た。
31日 - マンションaから血痕のようなものが付着した畳をKが搬出するのがaの防犯カメラに映っていた。
2月1日 - Aの軽乗用車の名義がKに変更された。また同日、A名義のb銀行預金口座が開設された。
5日 - Aのマンションの名義がKに変更された。
8日 - Aの自動二輪車２台の名義がKに変更された。
8日から14日にかけて -  Aのc信用金庫口座から計454万円が2月1日に開設されたA名義のb銀行口座に送金され、その中から20万円がATMから引き出された。
12日 - A名義のd銀行預金口座が開設された。
3月26日 - Aの老齢厚生年金の受取口座がc信用金庫の口座からd銀行の口座に変更された。この変更により6月15日の振込で年金16万9730円がd銀行の口座に振り込まれた。
3月末ごろ - Aの妹がAが行方不明であると知り、マンションaを訪れたところ、Kの実家の住所・氏名が記された宅急便の伝票を発見した。Aの妹が夫ともにKの実家を訪ねると、Kはマンションや車をAから買ったこと、Aと連絡が取れなくなっていることなどをAの妹に話した。
4月21日 - Kは知人で「先生」と呼ぶCと会い、マンションa売買の契約日の時点で Aはすでに死んでおり、「バラバラにして捨てた」ため、「死体が出てこないから」「殺人では警察は持って行けない」と言い、またAの死体を焼いたことを話す。
6月ごろまで - Kは覚醒剤所持事件で京都刑務所に服役中だった知人B（当時32歳男性）と手紙で、Bの出所後はLINEで継続的にやりとりをしていた。Kは再三Bに浜松に来るよう要求し、KがBの服役中に預かっていたBの荷物を「7月3日に静岡にいなければ処分する」と圧力をかけていた。
7月3日 - Kは京都から浜松に来たBを磐田市のK自ら賃借していたマンションに送り届け、以降Bはここで寝泊まりをすることとなった。
5日 - 午前0時6分ごろKとBがオンラインゲーム上でチャットのやりとりをし、その直後の午前0時8分にBはツイッターに投稿をした。それまでほぼ毎日していたツイッターの投稿がこの投稿を最後に行なわれなくなった。
同日午前3時28分、マンション近くの防犯カメラにマンション方向に向かうKの車が映っており、午前9時33分ごろ、Kは Bのマンション近くの郵便局で特大の段ボール箱を購入した。また、同日午後2時18分ごろKのトラックがBのマンション方向に向かい、午後9時52分ごろにはマンション側からマンションから離れる方向に進んでいく姿が捉えられている。また、トラックの積荷に午後2時18分の時には無かった箱のようなものが積まれていたことが午後10時19分のマンションaの防犯カメラの映像に認められた。
6日 - Bの携帯電話に更生保護法人から着信があり、Kが電話に出た。Kは「Bは今みかん農園に作業に行っています」と答えた。
8日 - 浜名湖で「右脚を発見した」という警察への通報があり、その後の捜索で約3キロの範囲で左脚、頭部、胴体が相次いで発見され、DNA鑑定の結果この人物がBであることが判明した。Bの死因は右側腹部刺切損傷による肝臓損傷及び血気胸であるとされた。
11日 - Kが磐田市のアパートの中途解約を申請。
14日 - Aのキャッシュカードで20万円を引き出した窃盗容疑とAの口座から454万円を不正に別口座に移した詐欺容疑でKは逮捕された。同日、Kの実家の家宅捜索で印鑑、財布、キャッシュカード、保険証などのBの所持品が発見され、Bの携帯電話がKの車から発見された。また、この日実家で差し押さえられた車からBのDNA型と一致する血痕が発見された。
15日、19日 - マンションaとKの実家を家宅捜索。AがKに自動車とマンションaと自動二輪車2台を1月24日に売却したとする領収書が発見された。各領収書のデータはマンションaから発見されたSDカードから発見され、2月9日に作成されたものだった。
23日 - Kの知人Cが、前述の4月21日にKからAを「バラバラにして捨てた」と聞いたことを検察に供述。
8月20日 - Kの隣の房に留置されていたDが、Kの逮捕から1週間が経ったころにKに話しかけた際にKから聞いた話として、「おじさんを殺したあと若い子を殺した」と話していたことを警察官に伝え、供述調書をとられた。「おじさん」は「マンションを取るために殺した」、死体は2人とも「浜名湖周辺の同じところに捨てた」と聞いたとDは供述。また、「若い子を殺した」話については、「先生」の家に泥棒に入ったので許せなくて殺した、「施設育ちのポン中だったから殺されても警察はいちいち相手にしない」、「急ぎ仕事だったからちょっといろいろあった」、死体は浜名湖に捨てたが大雨が降ったので思った以上に流れている、海水に何週間も浸かっているのでもうDNAは出ないと話していたと供述した。
31日 - 浜名湖でAの骨の一部などが発見された。
9月22日 - 静岡県警細江署の捜査本部は7月8日に発見されたBの死体損壊と死体遺棄容疑でKを再逮捕した。
12月8日 - Aへの強盗殺人・死体遺棄などの容疑でKは再逮捕された。

## 裁判

### 第一審
一審静岡地裁の裁判員裁判（裁判長裁判官:佐藤正信）でKは一貫して黙秘し、検察が状況証拠の積み上げからKの犯行と主張するのに対し、弁護側は直接証拠がないこと動機が見当たらないことなどを指摘して無罪を主張した 。これを受けて静岡地裁は2018年（平成30年）2月23日、検察の主張の大半を認め、Kに死刑判決（求刑:死刑）を下した。Kによる2人の殺害は認定されたものの、2人を殺害したとする凶器などは未発見のままだった。Kは判決文が読み上げられる間、メモを取り続けていた。

#### A殺害について
地裁判決は、Kがマンションaの合鍵を作っていたこと、Aの最終生存確認日時（マンションaの防犯カメラにAが最後に映った1月28日23時24分）直後にAのマンションの防犯カメラにKが映っていたことから、Kが最終生存確認日時直後にAの部屋に入ることが可能であったと結論づけた。
1月30日にKがマンションaから白いカバーで覆った物を台車で搬出するのが防犯カメラの映像に映っており、後にKの実家から発見された台車にAのDNA型と矛盾しないと判断された血痕が付着していたことについて、この時覆われていた段ボールはAと同様の体格の人間を収納するには困難であるが、四肢が切断されている場合などであれば収納できるとし、静岡地裁はこの段ボールにAの死体が入っていた可能性が高いと結論づけた。
また、2月1日以降、自動車・マンションa・自動二輪車2台のAからKへの名義変更、b銀行・d銀行の口座開設、年金受取口座の変更などが行われたことについて、
- AがKに自動車とマンションと自動二輪車2台を1月24日に売却したとする領収書が家宅捜索で発見されたが、Aの銀行口座に売却額に相当する額の入金実績はなく、Kにこれらを支払うための原資があったこともうかがわれないこと[24]。
- これらの手続きに必要な書類等からAの指紋は検出されず、Kの指紋が検出され、筆跡もKのものと考えられ、押印されたAの印影も家宅捜索で発見された印鑑のものと同一であったこと[30]
- KとAは2013年3月のAの退職までは勤務先の同僚として接点があったが、その後接点があったことはうかがわれず、7月14日のKの実家の家宅捜索で発見された携帯電話、クレジットカード、運転免許証、実印などをAからKが任意に預かったものとは考えがたいこと[31]。

以上から遅くとも2月1日にはAの財産移転を行なってもAが気づくことができない状態にあることをKが知っていたと推認されるとした。
CとDによるKの犯行告白を聞いたとする証言について、Cの供述は後に発見されるAの遺体の特徴とも一致することなどから信用できるとされ、Dの供述は客観的な事実とも整合することから、Kが「真実の内容の犯行告白を行なった可能性が高い」とされた。
以上を踏まえて、静岡地裁はKが「Aを殺害してAの実印等の財物を奪取し、Aの死体を焼損、投棄した犯人」であり、不正に入手した印鑑やキャッシュカードからAの財産を窃取し騙し取ったと認定した 。

#### B殺害について
静岡地裁は、事件現場となったアパートにBを住ませたのは借主でもあったKであり合鍵で自由に出入りが可能であったことからKを「真っ先に犯人と疑われる立場にあったもの」とした 。また、BのDNA型と完全に一致する頚椎の骨片が現場アパートから発見されたことから犯人は現場アパートでBを切断したとした。
Kは7月5日午前2時40分にマンションaから車で外出し、防犯カメラの映像から現場付近でKの車が確認されている午前3時28分から郵便局で段ボールを購入する午前9時33分までの間と、大量の段ボールを購入してトラックに乗り換えて現場付近で確認されている午後2時18分ごろから午後9時52分ごろまでの間に現場アパートに立ち寄る機会を有していたことを指摘した。後者では行き帰りで積荷の増減が見られ、購入された段ボールの一部も発見されていないことなどから、Kが現場マンションでBを殺害し、その後段ボールを持ち込みBの遺体や所持品を持ち出したとみることが可能であるとした。動機は判然としないながら、犯行の機会を有していること、Bの所在を偽っていること、Dに犯行を告白していることなどからKを Bに対する殺人・死体損壊・遺棄の犯人として認定した。
弁護側はDの証言を「信用できない」と主張したが、「先生」の家に泥棒に入ったとする動機が客観的証拠と反するものの「基本的に信用できるとした。

#### 量刑について
静岡地裁は、Aに対する犯行を「周到に準備された計画的な犯行」とし、Aを殺害・遺棄して財産をほぼ「根こそぎ奪っ」た犯行を「狡猾で物欲が際立った犯行」と断じ、隠蔽工作など犯行後の行状も悪いとした。Bに対する犯行については浜松に呼び寄せて１日半ほどで殺害していることから「残忍で情け容赦ない犯行」とし、切断して遺棄したことに「生命軽視の姿勢は明らか」と指摘し、犯行後の隠蔽工作も悪質とした。罪質の悪質性、半年以内に2名の命を奪った結果の重大性、黙秘を続けるKに対する被害者遺族の処罰感情もふまえ、死刑を選択した。
弁護側は事実誤認を主張して控訴した。

### 控訴審
2019年（令和元年）3月15日、東京高等裁判所（藤井敏明裁判長）は一審の死刑判決を支持し、控訴を棄却した。
弁護側はA殺害について「1月30日にマンションaから Kによって運び出された段ボールではAの遺体は収納できない」、「Kが1月31日に運び出した畳に付着していたものが血液である客観的な証拠がない」、「Dの証言は信用できない」と主張したが、東京高裁は一審判決に「不合理な点はない」とこれを退けた。B殺害についても弁護側は「殺害する動機がない」「Dの証言が信用できない」と主張したが、東京高裁は「他の件も含めて黙秘を貫いているため、動機を特定するのは困難である」ことを挙げ、他の状況証拠からこの指摘を持って一審の認定は動かないとした。
弁護側は不服として上告した。

### 最高裁
2020年12月14日の公判で、弁護側は「被告を犯人とする証明は不十分で事実誤認がある」として、死刑判決の破棄を求めた。検察は上告を退けるよう求めた。

#### 上告取り下げ・死刑確定
2021年2月13日、同月15日に最高裁判決を控える中、Kは東京拘置所所長に上告を取り下げる書面を提出、Kの死刑が確定した。Kは15日に面会に訪れた弁護士に「刑が執行されることに納得した」と話したという。
2021年（令和3年）9月20日時点で、死刑囚Kは東京拘置所に収監されている。